# Golden Globe de la meilleure série télévisée
Le Golden Globe de la meilleure série télévisée (Television Series ou Television Program en 1966) est une récompense télévisuelle décernée annuellement de 1962 à 1969 par la Hollywood Foreign Press Association.
Elle a été scindée en trois catégories (Golden Globe de la meilleure série télévisée dramatique, Golden Globe de la meilleure série télévisée comique et Golden Globe de la meilleure série télévisée musicale) en 1963-1964 avant de disparaître définitivement en 1969 au profit de celles-ci.

## Palmarès
- 1962 : What's My Line? (jeu télévisé) et Mes trois fils (My Three Sons) - ex æquo
- 1963 :
  - Les Accusés (The Defenders) - Golden Globe de la meilleure série télévisée dramatique
  - Mr. Ed - Golden Globe de la meilleure série télévisée comique
  - The Dick Powell Show (en) - Golden Globe de la meilleure série télévisée musicale
- 1964 :
  - The Richard Boone Show - Golden Globe de la meilleure série télévisée dramatique
  - The Dick Van Dyke Show - Golden Globe de la meilleure série télévisée comique
  - The Danny Kaye Show - Golden Globe de la meilleure série télévisée musicale
- 1965 : The Rogues
- 1966 : Des agents très spéciaux (The Man from U.N.C.L.E.)
  - Les Espions (I Spy)
  - Frank Sinatra: A Man and His Music
  - My Name Is Barbra
  - Max la Menace (Get Smart)
- 1967 : Les Espions (I Spy)
  - Des agents très spéciaux (The Man from U.N.C.L.E.)
  - That Girl
  - Le Fugitif (The Fugitive)
  - Match contre la vie (Run for Your Life)
- 1968 : Mission impossible (Mission: Impossible)
  - The Carol Burnett Show
  - The Dean Martin Show (en)
  - Commando Garrison (Garrison's Gorillas)
  - Rowan & Martin's Laugh-In
- 1969 : Rowan & Martin's Laugh-In
  - The Carol Burnett Show
  - Doris comédie (The Doris Day Show)
  - Julia
  - Les Règles du jeu (The Name Of The Game)